# Rhabdomastix brevicellula
Rhabdomastix brevicellula är en tvåvingeart som beskrevs av Alexander 1976. Rhabdomastix brevicellula ingår i släktet Rhabdomastix och familjen småharkrankar. Inga underarter finns listade i Catalogue of Life.